# Raphicerus sharpei
Raphicerus sharpei — це мала самітницька антилопа, яка зустрічається від тропічної до південно-східної Африки.

## Ареал
Вони зустрічаються в Трансваалі (Південна Африка), смузі Капріві (Намібія), Ботсвані, Мозамбіку, Зімбабве, Замбії, Малаві та Танзанії до озера Вікторія.

## Опис
Його зріст у плечах становить приблизно 45–60 см, а вага – 7–16 кг. Його шерсть червонувато-коричнева з білими прожилками; очні кільця, морда, горло та нижня сторона брудно-білі. У самців роги короткі, широко розставлені. R. sharpei має коротку глибоку морду з великим ротом і великими молярами. Коротка шия і голова на довгоногому тілі призводять до високої пози під час перегляду.

## Спосіб життя
Самці та самиці, здається, утворюють короткі асоціації, але вид зазвичай зустрічається поодинці. Хоча середовищем їхнього проживання є скеляста місцевість, але віддають перевагу родючим зонам на нижніх схилах. Вони ведуть нічний спосіб життя і проводять день у захисному покриві високої трави чи кущів. Вони надзвичайно полохливі і втечуть за перших ознак чогось незвичайного; вони віддаляються від того місця, де сталося порушення, перш ніж зупинитися. Повідомляється, що R. sharpei знаходить притулок у норах трубкозубів.

## Трофічні зв'язки
Вид харчується листям, бруньками, травами та плодами — у посушливий період їхня їжа зазвичай жорстка (для цього пристосовані їхні зуби та щелепи). Їм, очевидно, не потрібен доступ до вільної води, але, якщо є, вони будуть її пити. Відомі хижаки: леви, гепарди, бурі гієни, плямисті гієни, смугасті шакали, чорноспинні шакали, каракали, люди, хижі птахи.